# La Roche-Derrien
Roche-Derrien (bret. Ar Roc'h-Derrien) – miejscowość i dawna gmina we Francji, w regionie Bretania, w departamencie Côtes-d’Armor. W 2013 roku populacja ówczesnej gminy wynosiła 1039 mieszkańców. 
W dniu 1 stycznia 2019 roku z połączenia czterech ówczesnych gmin – Hengoat, Pommerit-Jaudy, Pouldouran oraz La Roche-Derrien – powstała nowa gmina La Roche-Jaudy. Siedzibą gminy została miejscowość La Roche-Derrien. 